# Ендрю Ітон
Ендрю Ітон (англ. Andrew Eaton, нар. 7 грудня 1959) — британський продюсер і режисер.

## Ранні роки
Народився 1959 року у Деррі, Північна Ірландія, Велика Британія.

## Кар'єра
Продюсував такі фільми як «Go Now» (1995), «Jude» (1996), «The Claim» (2000), «In This World» (2002), «9 Songs» (2004), «The Road to Guantanamo» (2006) та інші.

## Фільмографія
| Рік  |   | Українська назва | Оригінальна назва      | Амплуа   | Примітки |
| ---- | - | ---------------- | ---------------------- | -------- | -------- |
| 1995 | ф |                  | Go Now                 | продюсер |          |
| 1996 | ф |                  | Jude                   | продюсер |          |
| 2000 | ф |                  | The Claim              | продюсер |          |
| 2002 | ф |                  | In This World          | продюсер |          |
| 2004 | ф |                  | 9 Songs                | продюсер |          |
| 2006 | ф |                  | The Road to Guantanamo | продюсер |          |
| 2007 | ф | Її серце         | A Mighty Heart         | продюсер |          |

## Нагороди і номінації
У 2000 році отримав премію «Producer of the Year» на фестивалі British Independent Film Awards.
У 2004 році за фільм «In This World» (2002) отримав премію BAFTA Film Award.